# Colonia subterană
Colonia subterană (titlul original: în maghiară Gyarmat a föld alatt) este un film dramatic maghiar, realizat în 1951 de Károly Makk și Mihály Szemes, trecuți ca asistenți de regie, protagoniști fiind actorii József Bihari, Erzsi Orsolya, Ferenc Ladányi și Ferenc Bessenyei. 

## Distribuție
- József Bihari – inginerul Barla
- Erzsi Orsolya – doamna Barla
- Ferenc Ladányi – Nyerges, responsabilul întreprinderii MAKIRT
- Sándor Suka – Környe
- István Palotai – Simics
- Lörinc Deák – secretar de stat
- József Juhász – muncitorul în vârstă
- Lajos Rajczy – Kristófi, general-colonel
- Gyula Benkö – maiorul Budai
- Antal Farkas – plutonierul
- Lajos Mányai – Dalton
- Ferenc Bessenyei – Strumpf
- László Földényi – Brudermann
- Zoltán Greguss – Forray
- Ferenc Pálffi – Mitók
- István Somló – Shaweross
- Sándor Peti – portarul
- Emil Keres – Kovács
- Mariska Halassy – tanti Simics

## Culise
Filmul (la care nu întâmplător lipsesc numele creatorilor: regizori și scenariști) surprinde una dintre schemele preluării puterii de către proletariat: producție perturbată, tentative de omor. Motivația este: incitația imperialistă americană și sabotajul. Cu toate acestea, Autoritatea pentru Protecția Statului este în alertă, un expert sovietic, un fost soldat erou, ajută iar compania privată este transformată în cele din urmă într-o companie națională. Amintirile inginerului șef Simon Pápay, despre deportarea sa, au devenit cunoscute abia la sfârșitul anilor 1980.